# 檀ひとみ
檀 ひとみ（だん ひとみ、10月4日 - ）は、演出家（少女歌劇）、元宝塚歌劇団月組娘役スター、舞台俳優。
東京都大田区、香蘭女学校高校出身。宝塚時代の交渉身長161cm。愛称はだん、サッチン。

## 来歴・人物
1981年、宝塚音楽学校に入学。
1983年、第69期生として宝塚歌劇団入団。入団時の成績は3番。『春の踊り』／『ムーンライト・ロマンス』で初舞台。その後、月組に配属。
同期には久世星佳（元月組トップスター）、高嶺ふぶき（元雪組トップスター）、麻路さき（元星組トップスター）、神奈美帆（元雪組トップ娘役）などがいる。
1986年、『哀愁』の新人公演で初ヒロイン、バウホール公演『ロータスの伝説』で初ヒロインに抜擢される。1988年、『リラの壁の囚人たち』の名古屋特別公演千秋楽をもって、宝塚歌劇団を退団。
私生活では、1991年12月に結婚した。1995年に劇団四季入団。
2013年に発足したハウステンボス歌劇団で、脚本・演出・振付家として活動。併設のハウステンボス歌劇学院では講師を務める。

## 宝塚時代の主な舞台
- 1984年9月、『南太平洋』（バウ）ヌガナ
- 1985年5月、『二都物語』新人公演：ジャンヌ（本役：春風ひとみ）／『ヒート・ウェーブ』
- 1985年9月、『南太平洋』（全国ツアー）ヌガナ
- 1985年11月、『ときめきの花の伝説』ローラ、新人公演：ビアンカ（本役：朝凪鈴）／『ザ・スィング』
- 1986年1月、『夢の彼方に』（バウ）パピ
- 1986年5月、『百花扇』／『哀愁』グレイス、新人公演：マイヤ・レスター（本役：こだま愛） ＊新人公演初ヒロイン
- 1986年9月、『ロータスの伝説』（バウ）シェイラ　＊バウホール公演初ヒロイン
- 1986年11月、『パリ、それは悲しみのソナタ』新人公演：ロジータ（本役：富美さかえ）／『ラ・ノスタルジー』
- 1987年5月、『ME AND MY GIRL』ソフィア、新人公演：ジャクリーン・カーストン（本役：涼風真世）
- 1987年9月、『青春の疾風』（バウ）ルイーズ ＊バウホールヒロイン
- 1987年11月、『ME AND MY GIRL』（再演）新人公演：サリー・スミス（本役：こだま愛） ＊新人公演ヒロイン
- 1988年1月、『リラの壁の囚人たち』（バウ・東京特別・名古屋特別）マリー・フルージュ
- 1988年5月、『南の哀愁』新人公演：テフラ（本役：春風ひとみ）／『ビバ・シバ!』